# 崔立
崔 立（さい りつ、? - 1234年7月26日）は、金の政治家。景州将陵県の人。しかし、彼の経歴は一切不明である。一説では寒門（貧家）出身で、無頼だったと伝わる。

## 略歴

### 人物・生涯
若いころは寺院に籍を置き、鉦や太鼓を鳴らして、生計を立てていたようである。
『金史』によると、後に金に仕官し都統、提控使を経て、領太原府事を歴任した。1232年（天興元年）に、スブタイ率いるモンゴル軍が開封府に迫って来ると、平安都尉を兼ねて、その総指揮者となった。だが、哀宗が開封府を放棄して帰徳府に逃亡した。そのため、金の宗室である参知政事の完顔奴申と枢密副使の完顔斜捻阿不らが臨時的に開封府の留守となり、彼等は実力者の崔立を西面元帥に昇格させた。だが翌年の正月早々、崔立はクーデターを起こし、上司の完顔奴申・完顔斜捻阿不を殺害し、彼は実権を把握した。そこで、彼は20年間も監禁されていた衛紹王の皇太子であった梁王従恪を先帝であった宣宗未亡人の李氏を通じて擁立し、従恪を再び皇太子・監国とし、彼自身は太師・兵馬都元帥・尚書令・鄭王と称した。

### その繁栄と末路
だが、崔立は人格的に大欠陥があり、傲慢で人に媚びられるのが大好きな低俗物な人物だったようである。そして彼は金の名士であった元好問と学者でもあった劉祁らを左右員外郎に任じて、自分の功績を称える｢功徳碑｣を作成するように命じたという。また彼は自分の政策を猛反対する大臣を投獄して処刑したという。翌年に突然、彼は豹変してモンゴルのスブタイらに降伏を請い、宣宗未亡人の李氏・哀宗皇后の徒単氏・梁王従恪・荊王盤都（守純、宣宗の子で従恪の従子）らをモンゴルの軍営に護送して引き渡した（男子は全て処刑され、女性は奴隷になったという）。1234年夏6月、南宋の名将の孟珙が開封に攻めて来ると、崔立は自分に怨みを持っている武将の李伯淵らに殺害されたのである。直後に、李伯淵らは崔立の首級を持参してそのまま孟珙に降服した（その半年前には哀宗は淮西の蔡州城で自決したために金は滅亡していた）。

### 崔立の評判
なお、以前から崔立に対して恨みの骨髄を刻んでいた元好問は、崔立の惨殺の報を聞いて、
| 「 | 逆豎（ぎゃくじゅ）、終（つい）に当（まさ）に鱠縷（かいる）と分（さ）かるべし、刀を揮（ふる）い今、三軍を快くせしむるを得たり | 」 |

と珍しく大興奮して、謳い出していたといわれる。